# الحميدية (عجمان)
الحميدية هي إحدى المناطق الكبيرة الواقعة على مقربة من الضواحي الشرقية لإمارة عجمان، الامارات العربية المتحدة. وتنقسم إلى منطقتين فرعيتين، تحيطها العديد من المناطق الأخرى، مثل: المنتزي، والروضة، والرقايب، ويسكن في الحميدية عدد كبير من المواطنين والوافدين، من بينهم عاملون في مدينة دبي، ويعود سبب ذلك إلى احتوائها على العديد من العقارات السكنية ذات المساحات والتقسيمات المختلفة، مما يوفر للسكان إمكانية الاختيار من بينها حسب ما يتناسب مع احتياجاتهم، كما أنها تتيح للوافدين التملك فيها من خلال نظام التملك الحر، وتحتوي على حديقة رياضية، ومركز شرطة الحميدية الشامل.